# Yohan Mollo
Yohan Mollo (Martigues, 18 luglio 1989) è un calciatore francese, centrocampista o ala dell'Istres.
È il cugino del calciatore André-Pierre Gignac.

## Caratteristiche tecniche
Spesso schierato come ala, può giocare su entrambe le fasce e può anche agire da trequartista.

## Carriera

### Club
Yohan inizia la sua carriera nel 1996 con l'Olympique Marsiglia. Dopo aver trascorso vari anni nel settore giovanile, è passato prima all'Aubagne FC e poi all'Monaco. Dal 2007 fa parte ufficialmente, con un regolare contratto da professionista, della squadra del Principato.
Disputa la sua prima partita con la squadra francese nell'ottobre 2008, entrando come sostituto nella partita contro il Nizza. Successivamente, in Monaco-Lorient (1-1), ha segnato il suo primo gol.
Il 7 luglio 2010 viene ceduto al Caen in prestito per una stagione con diritto di riscatto.
Il 30 luglio 2011 viene acquistato per un milione di euro dal Granada con il quale firma un contratto quadriennale.
Il 7 gennaio 2012 passa in prestito per sei mesi al Nancy, che al termine della stagione lo acquista a titolo definitivo e lo manda in prestito per ben due volte al Association Sportive de Saint-Étienne Loire.
Il 1º luglio 2014 dopo i vari prestiti al Association Sportive de Saint-Étienne Loire la squadra francese decide di riscattarlo per 4 milioni di euro.
Nell'estate del 2015 passa in prestito dall'Association Sportive de Saint-Étienne Loire alla formazione russa del Professional'nyj Futbol'nyj Klub Kryl'ja Sovetov Samara dove si trasferirà definitivamente a partire dal 31 agosto 2016.
Il 10 gennaio 2017, viene ceduto allo Futbol'nyj Klub Zenit Sankt-Peterburg per il quale firma un contratto della durata di tre anni e mezzo.

### Nazionale
Yohan ha fatto parte della nazionale francese Under-19. Viene poi convocato dal commissario tecnico della nazionale francese Under-21, dopo l'eliminazione all'Europeo di categoria del 2009, per l'amichevole contro la Danimarca. In questa partita, conclusasi in parità, Mollo è entrato nella ripresa.

## Palmarès

### Club

#### Competizioni nazionali
- Coppa di Lega francese: 1

Saint-Étienne: 2012-2013